# Tân Thanh (Bắc Giang)
Tân Thanh is een xã in het district Lạng Giang, een van de districten in de Vietnamese provincie Bắc Giang. De provincie Bắc Giang ligt in het noordoosten van Vietnam, wat ook wel Vùng Đông Bắc wordt genoemd.
Thị trấn: Vôi · Kép

Xã: Thái Đào · Đại Lâm · Tân Dĩnh · Xương Lâm · Tân Hưng · Hương Sơn · Xuân Hương · Mỹ Thái · Phi Mô · Tân Thanh · Mỹ Hà · Tiên Lục · Đào Mỹ · An Hà · Tân Thịnh · Hương Lạc · Nghĩa Hưng · Nghĩa Hòa · Quang Thịnh · Dương Đức · Yên Mỹ